# Nowyj Wowczyneć
Nowyj Wowczyneć (ukr. Новий Вовчинець) – wieś na Ukrainie, w obwodzie czerniowieckim, w rejonie hlibockim. W 2001 roku liczyła 330 mieszkańców.